# 頓所修身
頓所 修身（とんしょ おさみ、1939年2月20日 - ）は、日本映画の美術デザイナー。岩手県出身。多摩美術大学洋画科卒業。東宝スタジオ所属。

## 主な作品
| 公開年月日     | 作品名                     | 制作（配給）                                       | 役職     |
| -------------- | -------------------------- | -------------------------------------------------- | -------- |
| 1962年8月11日  | キングコング対ゴジラ       | 東宝                                               | 美術助手 |
| 1963年7月13日  | 日本一の色男               | 東宝                                               | 美術助手 |
| 1964年12月20日 | 三大怪獣 地球最大の決戦    | 東宝                                               | 美術助手 |
| 1965年7月12日  | 血と砂                     |                                                    | 美術助手 |
| 1965年10月31日 | 大冒険                     | 東宝 渡辺プロダクション （東宝）                   | 美術助手 |
| 1966年5月28日  | クレージーだよ奇想天外     | 東宝 渡辺プロダクション （東宝）                   | 美術助手 |
| 1966年10月29日 | クレージー大作戦           | 東宝 渡辺プロダクション （東宝）                   | 美術助手 |
| 1970年1月15日  | クレージーの殴り込み清水港 | 東宝 渡辺プロダクション （東宝）                   | 美術助手 |
| 1970年12月31日 | 日本一のワルノリ男         | 東宝 渡辺プロダクション （東宝）                   | 美術助手 |
| 1977年4月2日   | 悪魔の手毬唄               | 東宝映画 （東宝）                                  | 美術助手 |
| 1980年9月15日  | 将軍                       | 東宝映画/アメリカ合衆国 NBC （東宝）               | 美術助手 |
| 1985年6月1日   | 乱                         | グリニッチ・フィルム ヘラルド・エース （東宝）     | 美術助手 |
| 1987年1月17日  | 映画女優                   | 東宝映画 （東宝）                                  | 美術助手 |
| 1987年9月26日  | 竹取物語                   | フジテレビ 東宝映画 （東宝）                       | 美術助手 |
| 1989年7月22日  | ガンヘッド                 | 東宝 サンライズ バンダイ 角川書店 IMAGICA 東宝映画 |          |
| 1989年12月16日 | ゴジラvsビオランテ         | 東宝映画 （東宝）                                  |          |